# Белоусова, Зинаида Сергеевна
Зинаи́да Серге́евна Белоу́сова (род. 12 июля 1926) — советский и российский историк, учёный секретарь Института истории АН СССР, лауреат премии имени Е. В. Тарле (2006).

## Биография
В 1950 году окончила исторический факультет МГУ. Работала в Институте истории АН СССР (в настоящее время ИВИ РАН) научным, старшим, ведущим научным сотрудником, учёным секретарем Института, ведущим научным сотрудником-консультантом.
В 1962 году защитила кандидатскую диссертацию, тема: «Франко-советские отношения и проблема безопасности Франции (от советско-французского договора 1935 г. до Мюнхена)». В 1977 году защитила докторскую диссертацию «Франция и европейская безопасность (1929—1939 годы)».
Область научных интересов: история Франции, история международных отношений и внешней политики СССР.

## Избранные работы
- Французская дипломатия накануне Мюнхена. М., 1964;
- Франция и европейская безопасность (1929—1939 гг.). М., 1976;
- Сталин и космополитизм. 1945—1953. Документы Агитпропа ЦК. М., 2005 (в соавт.);
- «История Франции», т. 3. М., 1973 (в соавт.);
- Вопросы внешней политики СССР и межд. отношений: Сб.ст. памяти акад. В. М. Хвостова. М., 1976 (в соавт.);
- Европа в межд. отношениях, 1918—1939. М., 1979 (в соавт. и ред.).;
- Из истории Европы в новое и новейшее время. М., 1984 (в соавт.);
- Европа XX века: проблемы мира и безопасности". М., 1985 (в соавт.);
- XX век: Основные проблемы и тенденции межд. отношений. М., 1992 (в соавт.);
- Предвоенный кризис 1939 года в документах. М., 1992 (в соавт., отв. ред.);
- Европа между миром и войной, 1918—1939. М., 1992 (в соавт., ред.);
- Кампания против космополитизма в СССР. 1945—1953. Документы. М., 2004 (сост.) и др.

## Награды
- Премия имени Е. В. Тарле (совместно с А. Д. Богатуровым, Т. А. Шаклеиной, за 2006 год) — за коллективную монографию «Системная история международных отношений. В четырёх томах. 1918—2003»